# Crystal Bowersox
Crystal Bowersox o Crystal Lynn Bowersox (n. el 4 de agosto de 1985) es una cantautora estadounidense contralto de Elliston, Ohio. Quedó en segundo lugar en la novena temporada de American Idol, después de perder la final contra Lee DeWyze.

## Primeros años
Bowersox nació en Elliston, Ohio. Es madre soltera de un hijo. Además tiene un hermano mellizo fraternal. Crystal estudió en Oak Harbor High School en Oak Harbor, Ohio, donde estuvo en el equipo de natación.[cita requerida] Posteriormente estudió en la escuela de artes de Toledo Toledo School for the Arts en Toledo, Ohio.
Durante sus días como una música luchadora, trabajó como música callejera en varias estaciones de tren, particularmente cuando vivía en Chicago. También tocaba a menudo en su barrio de Chicago's Lakeview. Antes del programa Idol, Crystal cantaba música góspel en su iglesia.

## American Idol
Bowersox se presentó a la audición para American Idol en Chicago, Illinois. Cantó "Piece of My Heart." Ellen DeGeneres dijo que tenía "talento crudo natural" y Simon Cowell continúa alagando su voz cada semana.
El 2 de marzo, Bowersox fue hospitalizada debido a una enfermedad sin confirmar, obligando a último minuto a cambiar la programación para darle tiempo extra para que pudiese recuperarse Los varones participaron aquel día en lugar de las concursantes femeninas. Al día siguiente cantó e impresionó a los jueces.
La semana siguiente, su impresionante actuación provocó que Simon Cowell dijera, "En éste momento, eres la única a quien todos tienen que batir."
Después de la eliminación de Siobhan Magnus' de American Idol, Bowersox es la única participante mujer que queda en el Top 4.

### Presentaciones
| Semana #            | Tema                        | Canción elegida                           | Artista Original             | Orden # | Resultado |
| ------------------- | --------------------------- | ----------------------------------------- | ---------------------------- | ------- | --------- |
| Audición            | Audición elegida            | "Piece of My Heart"                       | Erma Franklin                | N/A     | Avanzó    |
| Semana Hollywood    | Primer Solo                 | "(You Make Me Feel Like) A Natural Woman" | Aretha Franklin              | N/A     | Avanzó    |
| Semana Hollywood    | Ronda Grupal                | "Get Ready"                               | The Temptations              | N/A     | Avanzó    |
| Semana Hollywood    | Segundo Solo                | "If It Makes You Happy"                   | Sheryl Crow                  | N/A     | Avanzó    |
| Top 24 (12 Mujeres) | Éxitos de Billboard Hot 100 | "Hand in My Pocket"                       | Alanis Morissette            | 11      | Salvada   |
| Top 20 (10 Mujeres) | Éxitos de Billboard Hot 100 | "Long As I Can See the Light"             | Creedence Clearwater Revival | 1       | Salvada   |
| Top 16 (8 Mujeres)  | Éxitos de Billboard Hot 100 | "Give Me One Reason"                      | Tracy Chapman                | 7       | Salvada   |
| Top 12              | The Rolling Stones          | "You Can't Always Get What You Want"      | The Rolling Stones           | 12      | Salvada   |
| Top 11              | Billboard #1 Hits           | "Me and Bobby McGee"                      | Roger Miller                 | 5       | Salvada   |
| Top 10              | R&B/Soul                    | "Midnight Train to Georgia"               | Gladys Knight & the Pips     | 9       | Salvada   |
| Top 9               | Lennon/McCartney            | "Come Together"                           | The Beatles                  | 5       | Salvada   |
| Top 9               | Elvis Presley               | "Saved"                                   | Elvis Presley                | 1       | Salvada   |
| Top 7               | Inspirational               | "People Get Ready"                        | The Impressions              | 7       | Salvada   |
| Top 6               | Shania Twain                | "No One Needs to Know"                    | Shania Twain                 | 4       | Salvada   |
| Top 5               | Frank Sinatra               | "Summer Wind"                             | Wayne Newton                 | 3       | Salvada   |
| Top 4               | Canciones de Cine           | TBA                                       | TBA                          | TBA     | TBA       |

1. ↑  Debido a que el jurado usó su salvación para salvar a Michael Lynche, el Top 9 permaneció intacto por otra semana.